# Album al numero uno nella Billboard 200 nel 2013

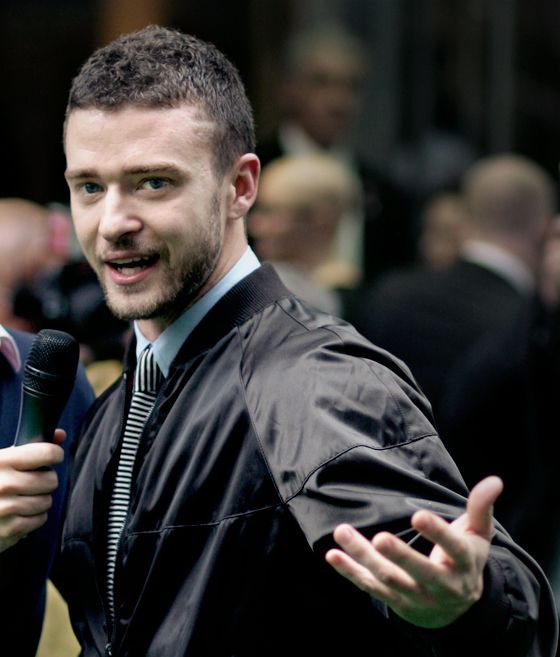
Justin Timberlake ha ottenuto il suo secondo e terzo album numero uno negli Stati Uniti, con The 20/20 Experience e The 20/20 Experience – 2 of 2. Il primo è stato anche l'album più venduto e quello di maggior successo del 2013.

Di seguito è proposta la lista degli album al numero uno nella Billboard 200 nel 2013. La Billboard 200 è una classifica musicale che considera gli album e gli EP più di successo negli Stati Uniti. I dati vengono raccolti dalla compagnia Nielsen SoundScan e sono basati sulle vendite fisiche e digitali (vendite pure) degli album.
Durante il 2013 sono stati 43 gli album che hanno raggiunto la prima posizione della Billboard 200. A questi si aggiunge Red, il quarto album in studio di Taylor Swift, che aveva raggiunto la vetta già nel novembre 2012.
The 20/20 Experience, terzo album in studio del cantante americano Justin Timberlake, è stato quello con la più lunga permanenza in cima alla Billboard 200, con 3 settimane consecutive. L'album ha venduto 968.000 copie nella prima settimana di pubblicazione, ottenendo il più alto numero di copie venduto durante la settimana di apertura. The 20/20 Experience è stato anche l'album più venduto del 2013, con 2.373.000 copie vendute negli Stati Uniti, nonché quello di maggior successo che ha concluso l'anno in vetta alla classifica di fine anno Billboard Year-End Billboard 200.
The Marshall Mathers LP 2, di Eminem, ha venduto 792.000 copie nella sua prima settimana, diventando il secondo album del 2013 ad aver venduto il maggior numero di copie nella sua settimana di apertura. Beyoncé, grazie al suo album omonimo, ha ottenuto il suo quinto album numero uno della carriera, diventando l'unica artista donna nella storia della Billboard 200 i cui primi 5 album hanno tutti raggiunto la vetta della classifica.
Altri album duraturi durante l'anno sono stati Red di Taylor Swift, Babel dei Mumford & Sons, Random Access Memories dei Daft Punk, Magna Carta Holy Grail di Jay-Z, Crash My Party di Luke Bryan e The Marshall Mathers LP 2 di Eminem, ognuno con due settimane passate in vetta alla classifica. Nel 2013 solamente due artisti hanno ottenuto più di un album al numero uno, ovvero Justin Timberlake con The 20/20 Experience e The 20/20 Experience – 2 of 2 e Luke Bryan con Spring Break...Here to Party e Crash My Party.

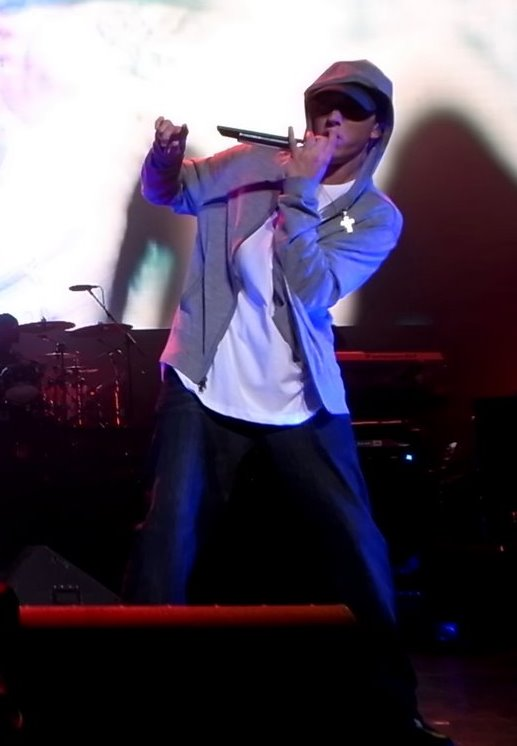
Eminem ha ottenuto il suo sesto album numero uno con The Marshall Mathers LP 2, rimanendo in vetta per due settimane non consecutive.

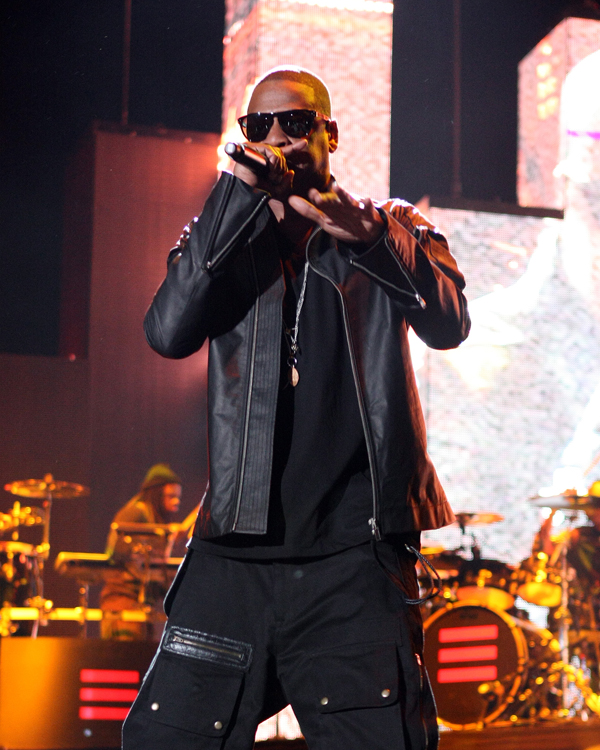
Jay-Z, grazie a Magna Carta Holy Grail, ha ottenuto il suo 13º album numero uno della carriera.

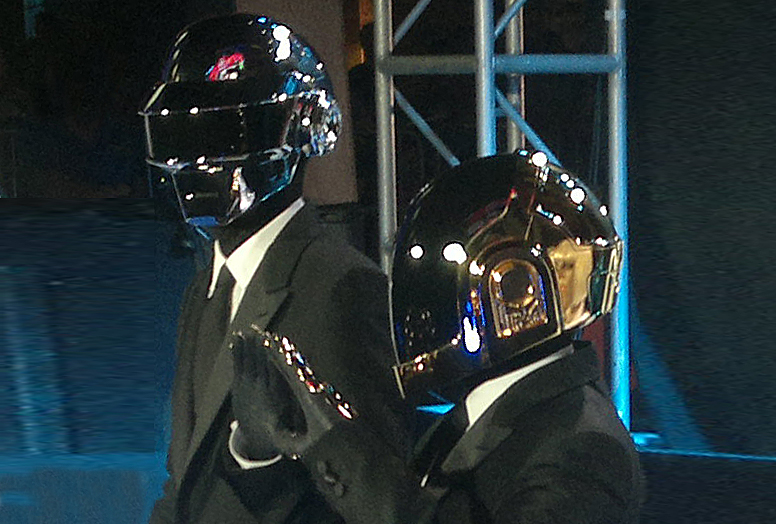
Il duo francese di musica elettronica Daft Punk ha ottenuto il primo album al numero uno della carriera, con Random Access Memories.

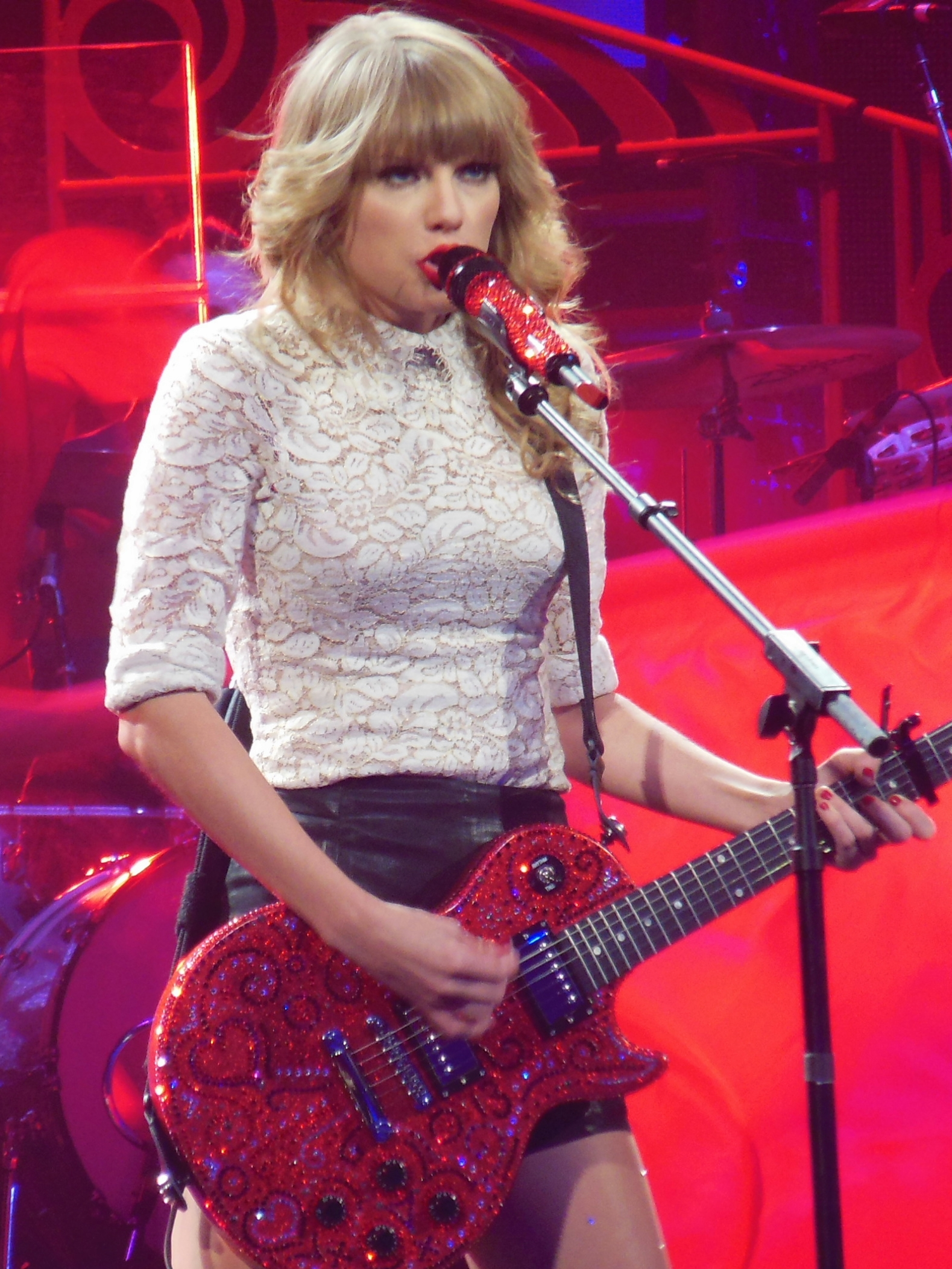
Red, di Taylor Swift, è rimasto in vetta alla Billboard 200 per altre due settimane, accumulando un totale di 7 settimane non consecutive.

## Billboard 200
| † | Indica l'album con le migliori prestazioni del 2013. |

| Data         | Album                                                         | Artista                 | Tot. sett. #1 | Unità vendute | Fonti  |
| ------------ | ------------------------------------------------------------- | ----------------------- | ------------- | ------------- | ------ |
| 5 gennaio    | Red                                                           | Taylor Swift            | 7             | 276.000       | [ 7 ]  |
| 12 gennaio   | Red                                                           | Taylor Swift            | 7             | 241.000       | [ 8 ]  |
| 19 gennaio   | Les Misérables: Highlights from the Motion Picture Soundtrack | Artisti vari            | 1             | 92.000        | [ 9 ]  |
| 26 gennaio   | Burning Lights                                                | Chris Tomlin            | 1             | 73.000        | [ 10 ] |
| 2 febbraio   | Long. Live. ASAP                                              | ASAP Rocky              | 1             | 139.000       | [ 11 ] |
| 9 febbraio   | Set You Free                                                  | Gary Allan              | 1             | 106.000       | [ 12 ] |
| 16 febbraio  | Believe Acoustic                                              | Justin Bieber           | 1             | 211.000       | [ 13 ] |
| 23 febbraio  | All That Echoes                                               | Josh Groban             | 1             | 145.000       | [ 14 ] |
| 2 marzo      | Babel                                                         | Mumford & Sons          | 5             | 185.000       | [ 15 ] |
| 9 marzo      | Babel                                                         | Mumford & Sons          | 5             | 63.000        | [ 16 ] |
| 16 marzo     | Unorthodox Jukebox                                            | Bruno Mars              | 1             | 95.000        | [ 17 ] |
| 23 marzo     | Spring Break... Here to Party                                 | Luke Bryan              | 1             | 150.000       | [ 18 ] |
| 30 marzo     | What About Now                                                | Bon Jovi                | 1             | 101.000       | [ 19 ] |
| 6 aprile     | The 20/20 Experience †                                        | Justin Timberlake       | 3             | 968.000       | [ 20 ] |
| 13 aprile    | The 20/20 Experience †                                        | Justin Timberlake       | 3             | 318.000       | [ 21 ] |
| 20 aprile    | The 20/20 Experience †                                        | Justin Timberlake       | 3             | 139.000       | [ 22 ] |
| 27 aprile    | Paramore                                                      | Paramore                | 1             | 106.000       | [ 23 ] |
| 4 maggio     | Save Rock and Roll                                            | Fall Out Boy            | 1             | 154.000       | [ 24 ] |
| 11 maggio    | To Be Loved                                                   | Michael Bublé           | 1             | 195.000       | [ 25 ] |
| 18 maggio    | Life on a Rock                                                | Kenny Chesney           | 1             | 153.000       | [ 26 ] |
| 25 maggio    | Golden                                                        | Lady Antebellum         | 1             | 167.000       | [ 27 ] |
| 1º giugno    | Modern Vampires of the City                                   | Vampire Weekend         | 1             | 134.000       | [ 28 ] |
| 8 giugno     | Random Access Memories                                        | Daft Punk               | 2             | 339.000       | [ 29 ] |
| 15 giugno    | Random Access Memories                                        | Daft Punk               | 2             | 93.000        | [ 30 ] |
| 22 giugno    | ...Like Clockwork                                             | Queens of the Stone Age | 1             | 91.000        | [ 31 ] |
| 29 giugno    | 13                                                            | Black Sabbath           | 1             | 155.000       | [ 32 ] |
| 6 luglio     | Yeezus                                                        | Kanye West              | 1             | 327.000       | [ 33 ] |
| 13 luglio    | The Gifted                                                    | Wale                    | 1             | 158.000       | [ 34 ] |
| 20 luglio    | Born Sinner                                                   | J. Cole                 | 1             | 58.000        | [ 35 ] |
| 27 luglio    | Magna Carta... Holy Grail                                     | Jay-Z                   | 2             | 528.000       | [ 36 ] |
| 3 agosto     | Magna Carta... Holy Grail                                     | Jay-Z                   | 2             | 129.000       | [ 37 ] |
| 10 agosto    | Stars Dance                                                   | Selena Gomez            | 1             | 97.000        | [ 38 ] |
| 17 agosto    | Blurred Lines                                                 | Robin Thicke            | 1             | 177.000       | [ 39 ] |
| 24 agosto    | The Civil Wars                                                | The Civil Wars          | 1             | 116.000       | [ 40 ] |
| 31 agosto    | Crash My Party                                                | Luke Bryan              | 2             | 528.000       | [ 41 ] |
| 7 settembre  | Crash My Party                                                | Luke Bryan              | 2             | 159.000       | [ 42 ] |
| 14 settembre | Hail to the King                                              | Avenged Sevenfold       | 1             | 159.000       | [ 43 ] |
| 21 settembre | Yours Truly                                                   | Ariana Grande           | 1             | 138.000       | [ 44 ] |
| 28 settembre | Fuse                                                          | Keith Urban             | 1             | 98.000        | [ 45 ] |
| 5 ottobre    | From Here to Now to You                                       | Jack Johnson            | 1             | 117.000       | [ 46 ] |
| 12 ottobre   | Nothing Was the Same                                          | Drake                   | 1             | 658.000       | [ 47 ] |
| 19 ottobre   | The 20/20 Experience 2 of 2                                   | Justin Timberlake       | 1             | 350.000       | [ 48 ] |
| 26 ottobre   | Bangerz                                                       | Miley Cyrus             | 1             | 270.000       | [ 49 ] |
| 2 novembre   | Lightning Bolt                                                | Pearl Jam               | 1             | 166.000       | [ 50 ] |
| 9 novembre   | Prism                                                         | Katy Perry              | 1             | 286.000       | [ 51 ] |
| 16 novembre  | Reflektor                                                     | Arcade Fire             | 1             | 140.000       | [ 52 ] |
| 23 novembre  | The Marshall Mathers LP 2                                     | Eminem                  | 2             | 792.000       | [ 53 ] |
| 30 novembre  | Artpop                                                        | Lady Gaga               | 1             | 258.000       | [ 54 ] |
| 7 dicembre   | The Marshall Mathers LP 2                                     | Eminem                  | 2             | 120.000       | [ 55 ] |
| 14 dicembre  | Midnight Memories                                             | One Direction           | 1             | 546.000       | [ 56 ] |
| 21 dicembre  | Blame It All on My Roots: Five Decades of Influences          | Garth Brooks            | 1             | 274.000       | [ 57 ] |
| 28 dicembre  | Beyoncé                                                       | Beyoncé                 | 3             | 617.000       | [ 58 ] |

Note:
1. ↑  Ha raggiunto il numero uno anche nel 2012
2. ↑  Ha raggiunto il numero uno anche nel 2012
3. ↑  Ha raggiunto il numero uno anche nel 2014